# Red Snapper
Red Snapper è una band di musica strumentale britannica fondata a Londra nel 1993. I fondatori sono Ali Friend (double bass), Richard Thair (percussioni) e David Ayers (chitarra). Nel tempo i tre membri fondatori sono stati affiancati da altri musicisti e cantanti che hanno collaborato a diversi dischi. Secondo il giornalista musicale Jason Ankeny (Allmusic) il trio britannico è pioniere nell'avere trovato una sintesi tra strumenti acustici e musica elettronica 

## Discografia

### Albums
- Prince Blimey (Warp 1996)
- Making Bones (Warp/Matador Records 1999)
- Our Aim Is to Satisfy (Warp/Matador Records 2000)
- Red Snapper (Lo Recordings 2003)
- Redone (Lo Recordings 2003)
- Key (V2 Benelux 2011)[2][3]
- Hyena (Lo Recordings 2014)

### Singoli e EPs
- The Snapper EP (Flaw Recordings, 1994)
- The Swank EP (Flaw Recordings, 1994)
- Hot Flush (Flaw Recordings, 1995)
- A Pale Blue Dot (Lo Recordings, 2008)
- Chris Smith EP (Lo Recordings, 2009)

### Compilation e remix
- Reeled and Skinned (Warp 1995)
- It's All Good (2002)[3]

### Singoli
- Image of You (1998) – UK No. 60
- Love Boat (V2 Benelux 2011)[2]